# Gyponana bocasa
Gyponana bocasa är en insektsart som beskrevs av Delong och Wolda 1984. Gyponana bocasa ingår i släktet Gyponana och familjen dvärgstritar. Inga underarter finns listade i Catalogue of Life.